# Ernst Kaps
Ernst Karl Wilhelm Kaps, född 6 december 1826 i Döbeln, död 11 februari 1887 i Dresden var en tysk instrumentmakare (pianofabrikör) verksam i Dresden från 1859.
Kaps var lärling i Köpenhamn, Paris, Marseille och Madrid. Han belönades med Litteris et Artibus 1877 och invaldes som associé i Kungliga Musikaliska Akademien 1879. I förslaget till Kaps inval står: "Herr Kaps som vid invigningen af Akademiens nybyggnad öfverlemnade tvänne flygelpianon, har äfven i år å samma dag skänkt Akademien ett dylikt instrument samt förbundit sig att allt framgent, hvarje år den 2 Mars, förnya sådan gåfva."